# Buřenice
Buřenice település Csehországban, a Pelhřimovi járásban. Buřenice Košetice, Arneštovice, Útěchovice pod Stražištěm, Vyklantice, Hořepník, Křešín és Lesná településekkel határos. Lakosainak száma 231 fő (2024. január 1.).

## Népesség
A település lakosságának változását az alábbi diagram mutatja:
| Lakosok száma | 900  | 936  | 834  | 493  | 329  | 220  | 202  | 203  | 202  | 231  |
|               | 1869 | 1890 | 1921 | 1950 | 1980 | 2001 | 2017 | 2019 | 2022 | 2024 |